# 舍列梅季夫
50°20′47″N 28°4′50″E / 50.34639°N 28.08056°E
舍列梅季夫（烏克蘭語：Шереметів）是烏克蘭北部的村莊，隸屬日托米爾州的日托米爾區。該村面積0.66平方公里，海拔高度229米，2001年人口75，人口密度每平方公里113.12人。